# Rajneeshees

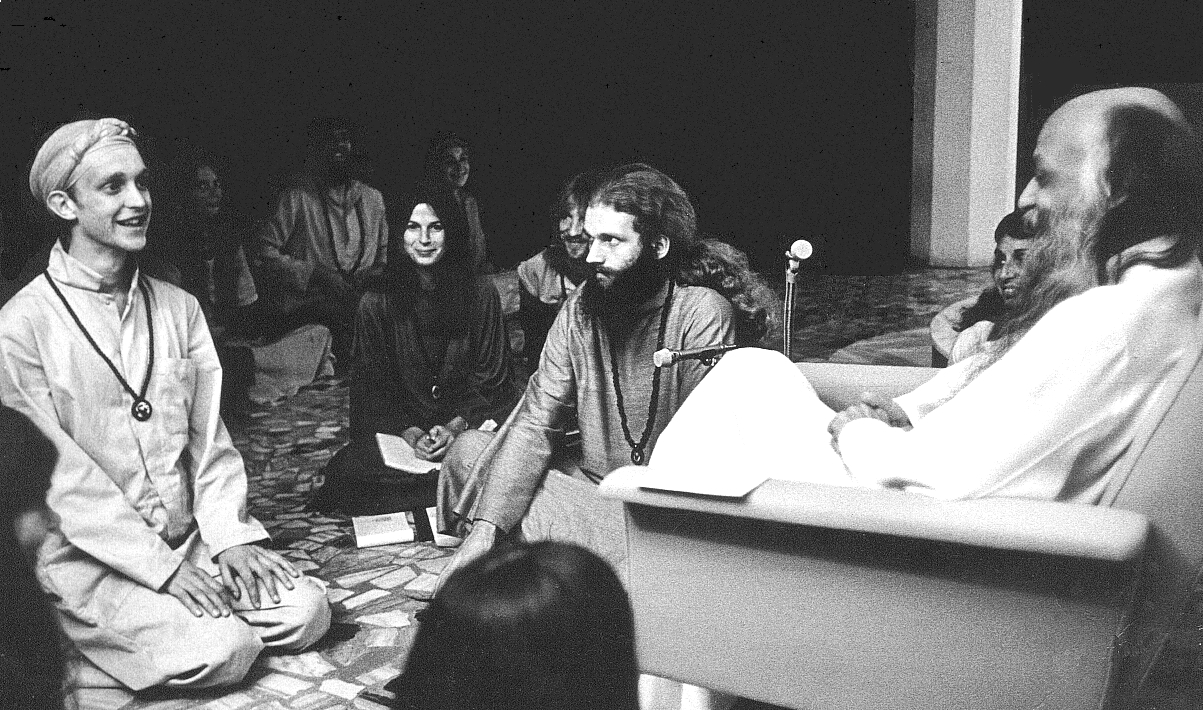
Osho e seus Discípulos em Poona (Índia, 1977)

O movimento Rajneesh ou Rajneeshees foram pessoas inspiradas pelo místico indiano Bhagwan Shree Rajneesh (1931-1990), também conhecido como Osho, particularmente discípulos iniciados que são referidos como "neo-sannyasins". Eles costumavam ser conhecidos como Rajneeshees ou "Povo Laranja" por causa das roupas laranja e, posteriormente, vermelho, marrom e rosa que usaram de 1970 a 1985. Membros do movimento às vezes são chamados de Oshoites na imprensa indiana.
O movimento gerou polêmica nas décadas de 1970 e 1980, devido à hostilidade do fundador aos valores morais tradicionais, primeiro na Índia e depois nos Estados Unidos. Na União Soviética, o movimento foi proibido por ser contrário aos "aspectos positivos da cultura indiana e aos objetivos do movimento de protesto juvenil nos países ocidentais". Os aspectos positivos foram vistos como sendo subvertidos por Rajneesh, que era visto como um ideólogo reacionário da burguesia monopolista da Índia, promovendo as ideias da sociedade de consumo em uma forma tradicional hindu.
No Oregon, a grande comunidade intencional do movimento no início dos anos 1980, chamada Rajneeshpuram, causou tensões imediatas na comunidade local por suas tentativas de assumir o controle da cidade vizinha de Antelope e, mais tarde, a sede do condado de The Dalles.
No auge dessas tensões, um círculo de membros importantes da comuna de Rajneeshpuram Oregon foi preso por crimes, incluindo uma tentativa de conspiração de assassinato para assassinar o procurador dos EUA Charles H. Turner  como parte do primeiro ataque de bioterrorismo registrado dos Estados Unidos calculado para influenciar o resultado de uma eleição local em seu favor, que acabou falhando. A bactéria Salmonella foi implantada para infectar saladas em restaurantes e lojas locais, o que envenenou várias centenas de pessoas. O Bhagwan, como Rajneesh era então chamado, foi deportado dos Estados Unidos em 1985 como parte de seu pedido de acordo após as condenações de sua equipe e sua mão direita, Ma Anand Sheela, que foi considerada culpados pelo ataque. Após sua deportação, 21 países negaram sua entrada. A sede do movimento finalmente retornou a Poona (atual Pune), Índia. A comuna do Oregon foi destruída em setembro de 1985.
O movimento na Índia recebeu gradualmente uma resposta mais positiva da sociedade circundante, especialmente após a morte do fundador em 1990.  A Osho International Foundation (OIF), anteriormente Rajneesh International Foundation (RIF), é administrada por um grupo de indivíduos muito próximos ao estabelecido por Rajneesh (Osho) antes de sua morte. Eles administram conjuntamente a propriedade de Rajneesh e operam o Osho International Meditation Resort em Pune.
No final da década de 1990, facções rivais desafiaram os direitos autorais da OIF sobre as obras de Rajneesh e a validade de suas reivindicações de royalties sobre a publicação ou reimpressão de materiais. Nos Estados Unidos, após uma batalha legal de 10 anos com Osho Friends International (OFI), a OIF perdeu seus direitos exclusivos sobre a marca OSHO em janeiro de 2009. Existem vários centros menores do movimento na Índia e ao redor do mundo, incluindo os Estados Unidos, Reino Unido, Alemanha, Itália e Holanda.